# Jean Léchelle
Jean Léchelle o Jean L'Échelle (Puyréaux, 2 de abril de 1760-Nantes, 11 de noviembre de 1793) fue un militar francés que vivió durante la Revolución francesa. Brevemente fue comandante de un ejército durante las Guerras revolucionarias francesas. Después de servir en el Ejército Real, cuando la Revolución francesa era maestro de esgrima. Elegido para mandar un batallón de voluntarios de la Guardia Nacional y combatió en Valmy y Jemappes en 1792. Ascendió a general tras su destacada actuación en el asedio de Valenciennes (1793). Rápidamente fue enviado como comandante del ejército revolucionario en la Guerra de la Vendée. Tras demostrar su incapacidad como comandante en el campo de batalla fue detenido y murió en prisión, probablemente se suicidó. 